# Пешков, Александр Игоревич
Алекса́ндр И́горевич Пе́шков (род. 13 октября 1972, Мурманск) — российский военачальник. Командующий Каспийской флотилией (2021—2024). Вице-адмирал (2023).

## Биография
Родился 13 октября 1972 года в Мурманске.
Окончил Ленинградское Нахимовское военно-морское училище (1987—1989), Высшее военно-морское училище имени М.В. Фрунзе (факультет минно-торпедного оружия) (1989—1994). Военно-морскую академию имени Адмирала Флота Советского Союза Н. Г. Кузнецова с отличием (2002—2004), Военную академию Генерального штаба Вооружённых сил Российской Федерации (2010—2012).
Службу проходил на Северном флоте.
В 1994—1995 годах — командир минно-торпедной боевой части тральщика.
В 1995—1997 годах — помощник командира тральщика.
В 1997—2001 годах — командир базового тральщика «БТ-50».
Воинские звания старшего лейтенанта, капитан-лейтенанта и капитана 3 ранга присвоены досрочно. Участвовал в экспедиции особого назначения по подъёму и буксировке атомного ракетного подводного крейсера «Курск».
В 2001—2002 годах — начальник штаба-заместитель командира 83-го дивизиона тральщиков.
В 2004—2006 годах — начальник штаба — заместитель командира 5-й бригады тральщиков.
В 2006—2010 годах —  командир 5-й бригады тральщиков.
За успешное выполнение задач боевой подготовки 5-ю бригаду тральщиков неоднократно объявляли лучшим соединением Кольской флотилии разнородных сил Северного флота, а в 2009 году комбриг награждён орденом «За военные заслуги».
В 2012 году — начальник штаба — заместитель командир 43-й дивизии ракетных кораблей.
С 14 октября 2012 года по декабрь 2018 года — заместитель командующего Кольской флотилией разнородных сил.
Воинское звание «контр-адмирал» присвоено в 2016 году.
В январе 2019 года командующий Балтийским флотом адмирал Александр Носатов представил офицерам штаба Балтийского флота нового командира Балтийской военно-морской базы Балтийского флота контр-адмирала Александра Пешкова (назначен на должность указом Президента РФ № 705 от 8 декабря 2018 года).
Указом Президента РФ от 15 марта 2021 года был назначен командующим Каспийской флотилией.
9 мая 2021 года в этом качестве принял Парад Победы в Каспийске.
6 декабря 2023 года указом президента России Владимира Путина присвоено воинское звание вице-адмирал.
В июле 2024 года освобождён от должности.

## Семья
Жена, дети.

## Награды
- Орден «За военные заслуги»  (2009)
- Орден «За морские заслуги» (2023)
- Медаль ордена «За заслуги перед Отечеством» 2 степени
- Медаль «За отличие в военной службе» III, II, I степени
- Юбилейная медаль «300 лет Российскому флоту» (1996)
- Медаль «Адмирал Флота Советского Союза Н. Г. Кузнецов»
- Медаль «Адмирал Горшков»
- Медали РФ